# Ivan Žolger
Ivan Žolger, slovenski pravnik in diplomat, * 22. oktober 1867, Devina, Avstro-Ogrska, † 16. maj 1925, Lassnitzhöhe, Avstrija.

## Življenjepis
Ivan Žolger se je rodil 22. oktobra 1867 na Devini pri Slovenski Bistrici kmetu Ivanu in Ani rojeni Marušek. Osnovno šolo je obiskoval v Slovenski Bistrici, gimnnazijo pa v letih 1880–1888 v Mariboru. V letih 1889–94 je študiral pravo v Gradcu in Parizu (ves čas šolanja se je sam vzdrževal z inštrukcijami). Leta 1895 je bil v Gradcu promovoviran. Od februarja 1894 je bil konceptni pripravnik pri politični upravi za Štajersko na okrajnem glavarstvu na Ptuju in pri cesarskem namestništvu v Gradcu, od 1898 koncipist pri ministrstvu za uk in bogočastje na Dunaju, od 1902 v ministrskem predsedstvu: ministrski podtajnik, 1905 tajnik, 1908 sekcijski in 1911 ministrski svetnik, 1915 sekcijski načelnik.
Tu je ustanovil in vodil nov državnopravni (t. i. ustavnopravni) oddelek. Ko se je po majniški deklaraciji avstrijska vlada hotela približati Južno slovanskim narodom v Avstro-Ogrski, je bil Žolger kot Slovenec z najvišjo funkcijo v državni upravi 30. avgusta 1917 imenovan v uradniški vladi Ernesta Seidlerja za ministra brez listnice s posebno nalogo, da pripravi ustavno reformo v smislu narodne federalizacije avstrijske polovice monarhije.
Kot minister je bil Žolger prvi in edini Slovenec ( tudi edini Jugoslovan) na takem položaju v Avstro-Ogrski. Četudi je do njega prišel kot visok uradnik in ne kot politik, se je vendar moral ukvarjati s političnimi vprašanji in tako je ob pisarni Jugoslovanskega kluba v dunajskem parlamentu tudi Žolgerjev ministrski kabinet postal središče političnega gibanja Jugoslovanov, kjer so zbirali gradivo, nanašajoče se na južnoslovanske narode Avstro-Ogrske. Na njegovo zahtevo je nastala posebna cesarska komisija, ki je preiskovala nasilje zoper Slovence med vojno. V odnosu do cesarja Žolger ni klečeplazil, ni izbiral besed in tudi ni prikrival neprijetnih dejstev.
Tako je šefu cesarskega kabineta grofu Arthurju Polzer-Hoditzu 17. oktobra 1917 pisal: »Iz dneva v dan raste število tistih južnih Slovanov, ki od Avstrije in njenih birokratskih voditeljev ničesar več ne pričakujejo in svoje upanje že usmerjajo na antanto oz. mirovno konferenco« 6. maja 1918 je odstopil z ministrskega položaja zaradi premočnega velenemškega vpliva in osebnih nasprotij s Seidlerjem. Njegovo ministrovanje je bilo sicer kratko, vendar je vplivalo na njegovo nadaljnjo kariero, kasneje je bil zaradi tega predstavnik na pariški mirovni konferenci.
Ob prevratu 1918 je JDS predlagala Žolgerja kot Slovenca na najvišjem položaju v avstrijski državni upravi za predsednika narodne vlade za Slovenijo, vendar ga je SLS odklonila, češ da je preveč liberalen. Novembra 1918 se je vrnil v Slovenijo in ponudil svoje usluge Narodni vladi; ta ga je 10. novembra postavila za predsednika upravne komisije v oddelek za notranje zadeve. Kmalu je predložil načrt začasne ustave in uprave za Slovenijo, ki ga je s sodelavci pripravil že na Dunaju. T. i Žolgerjeva ustava je izšla 14. novembra skoraj nespremenjena kot Naredba celokupne vlade o prehodni upravi na ozemlju Narodne vlade v Ljubljani. Čez 4 dni je Žolger postal še vodja pisarne za okupirano ozemlje.
Podpredsednik vlade Kraljevine SHS Anton Korošec je namesto sebe predlagal Žolgerja za glavnega slovenska zastopnika na mirovni konferenci v Parizu, kar pa je naletelo na odpor pri nekaterih antantnih delegatih, zlasti Italijanih, ki so videli v Žolgerju ministra premagane Avstro-Ogrske.
Bil je tudi zastopnik Kraljevine SHS na prvi skupščini Društva narodov v Ženevi med 14. novembrom in 22. decembrom 1920). Že 31. avgusta 1919 je bil imenovan za rednega profesorja novoustanovljene Pravne fakultete v Ljubljani, a zaradi diplomatskih obveznosti je šele 16. marca 1921 opravil nastopno predavanje in prevzel stolico za mednarodno pravo, hkrati bil predsednik izpraševalne komisije za državoslovni državni izpit. Diplomatsko udejstvovanje in profesura sta Žolgerju prinesla članstvo pri Stalnem meddržavnem razsodišču v Haagu. Svojo strokovno knjižnico je podaril ljubljanski Pravni fakulteti ter Študijski knjižnici v Mariboru.
Diplomatsko delo v Parizu in Ženevi ga je usposobilo, da se je na ljubljanski univerzi preusmeril od ustavnega prava v meddržavno, a ga je zaradi zgodnje smrti predaval le nekaj več kot tri leta. Žolger je oral ledino na svojem področju in s svojim razpravami med drugim ustvaril temelje slovenske mednarodno pravne terminologije.
Umrl je 16. maja 1925 v zdravilišču Lassnitzhöhe pri Nestelbachu na avstrijskem Štajerskem, pokopan je na Dunaju.

## Delo
Žolgerjevo področje je bilo javno pravo, do prevrata predvsem državno (ustavno), po njem pa meddržavno. Na habilitacijo, usmerjeno v potrebe bodoče slovenske univerze v Ljubljani, ga zaradi tedanjih narodnostnih razmer niso hotela sprejeti Univerza v Gradcu. Zato je na pobudo odvetnika Danila Majarona in po prizadevanju poslanca Andreja Ferjančiča prišel na ministrstvo na Dunaj in tam dosegel habilitacijo.
Leta 1900 se je habilitiral za privatnega docenta na pravni fakultete univerze na Dunaju, od 1900 do 1918 je bil tudi član izpraševalne komisije za državoslovni državni izpit, 1918 dosegel naziv rednega univerzitetnega profesorja Univerze na Dunaju.
Prvo znanstveno delo ki ga je objavil je bilo Oesterrich Verordnungsrecht, na podlagi katerega je dosegel tudi habilitacijo, delo je objavil na pobudo svojega profesorja L. Gumplowicza. Obdelal je izdajanje uredb tudi z upravnopravnega vidika (dotlej le z ustavnopravnega), zajel ne samo uredbe centralnih organov, marveč še nižjih, državnih in samoupravnih. Razprava izkazuje dozorelega znanstvenika in sodi med njegova najboljša pravna dela.
Nadaljnji spisi so nastali po preselitvi na Dunaj in v zvezi s službo. S področja šolstva so knjige Kommercielles Bildungswesen in England (Dunaj 1903), … im Deutschen Reich , … in Italien. Zaradi trenj med obema polovicama monarhije se je poglobil v avstrijsko-madžarsko pogodbo iz 1867, v avtentičnost tako nemškega kot madžarskega besedila, zato se je začel učiti madžarščine in se celo da bi se prej naučil madžarščine za nekaj časa preselil v Debrecen. Po temeljiti preučitvi pogodbe je ugotovil da se avtentični besedili v nemščini in madžarščini razlikujeta, kar je še dodatno zapletlo spore o razlagi in uporabi listine.
Tako je nastala je knjiga Der staatsrechtliche Ausgleich zwischen Oesterreich und Ungarn , s katero si je utrdil velik ugled v znanstvenih in političnih krogih.
Manjšega obsega in rezultat vojnih razmer je knjiga Die Wehrmacht Oesterreichs (1916). Najobsežnejše delo iz dunajske dobe pa je Der Hofstaat des Hauses Oesterreich, v katerem je hotel pokazati, kakšen položaj ima dvor skupne dinastije na podlagi pogodbenih zakonov v dualistični monarhiji. Na podlagi teh del, je bil Žolger izvoljen za rednega profesorja dunajske univerze.
Po vrnitvi v Slovenijo je napisal razpravi: Kršitev mednarodnih obveznosti in njena pravna posledica, v kateri kritizira obstoječe teorije in s pozitivno konstrukcijo podaja novo in moderno teorijo o mednarodnem deliktu; Da li je naša kraljevina nova ili stara država (SP 1923) zagovarja stališče, da je Kraljevina SHS v pravnem oziru nova država.  Strokovno je podprl tudi knjižno izdajo listin Gustava Turbe, Die pragmatische Sanktion … (Dunaj 1913).

## Odlikovanja
Za svoje delo je prejel številna odlikovanja: viteški križec avstrijskega Franc Jožefovega reda (1904), red avstrijske železne krone III (1910) in I ob odstopu maja 1918, 1911 red srbskega belega orla III, 1912 vitez avstrijskega Leopoldovega reda, 1912 bolgarski veliki oficir križa za državljanske zasluge. Leta 1917 je bil povzdignjen v viteško plemstvo, 1918 pa je postal tajni svetnik.